# Westringia brevifolia
Westringia brevifolia és un arbust endèmic de la costa de Tasmània, el seu creixement és dens i pot arribar fins a 1,5 metres d'alçada. Apareixen flors blanques o d'un violeta pàl·lid en diverses èpoques de l'any des de finals d'hivern fins a finals d'estiu. Els lòbuls del calze són més llargs que els de les espècies relacionades com W. rigida. . Anomenada de Westringia de fulles petites. Aquesta planta va créixer originalment a la ciutat de Hobart, Austràlia, d'on és actualment. Seria una versió bigarrada (que té colors discordants)del gènere Westringia, ja que presenta fulles de color verd gris animats per un bonic rivet crema. Es pot utilitzar en jardineria com a vegetal de baixa cobertura i necessitaria un baix manteniment. 
Creix en llocs costaners, drenats, és a dir, en llocs secs dins les regions humides de l'Estat. . En general seria molt tolerant amb les diverses condicions de sorra i els sòls argilosos. Poden ser des de terres secs a humits; amb força insolació o més aviat a l'ombra. 

## Taxonomia

### Sinonímia
- Westringia brevifolia var. raleighii (B.Boivin) W.M.Curtis
- Westringia raleighii B.Boivin
- Westringia rosmariniformis var. brevifolia (Benth.) Domin